# Знание (програма)
Програма „Знание“ е радиопрограма на Българското радио от 1977 до 1992 г.
Програмата има образователен профил. Тя се е излъчвала по трета предавателна мрежа „Орфей“ ежедневно от 10 до 12 часа и от 14 до 16 часа.